# أقنثاوية
الأقنثاوية (الاسم العلمي: Acantheae) هي قبيلة من النباتات تتبع الفصيلة الأقنثية من رتبة الشفويات.

## أجناس الأقنثاوية
- الأقنثا
- الكروسندرة
- شوك الضب